# Luciana Giuntoli Gentilini
Luciana Giuntoli Gentilini (Pisa, 19 marzo 1929 – Genova, 24 febbraio 2023) è stata una farmacista italiana nonché moglie di Franco Gentilini, di cui creò l'Archivio.

## Biografia
Luciana Giuntoli nasce a Pisa, dopo l’unica sorella Lorenza, maggiore di lei di un solo anno, da Luigi Giuntoli, ingegnere, e Maria Bonanni, casalinga; una famiglia che appartiene alla medio-alta borghesia. Il padre era nato in Argentina a Pueblo Aguirre, in provincia di Rosario Santa Fe, da immigrati italiani che, fatta fortuna con l'import-export di sementi, erano tornati in Italia con i loro sei figli.

### Gli studi
Luciana passa la sua infanzia e giovinezza in Toscana, a Pisa. Dopo gli studi classici, si laurea all'Università di Pisa, praticando da subito la professione di farmacista. Dopo un breve periodo di tempo, a causa di un infortunio, lascia il lavoro in farmacia e ne prende un altro, nello stesso settore, che le consente maggiore libertà di tempo e di movimento. Viaggia con un’amica per visitare i principali Musei italiani.

### L'incontro con Franco Gentilini
Luciana incontra Franco Gentilini a soli dieci anni, in occasione della riunione familiare in cui Stefania Giorgi, pisana anch'essa e cugina di primo grado di sua madre Maria Bonanni, appena sposatasi con lui a Roma, lo presenta alla propria famiglia. I rapporti affettivi tra Stefania e la famiglia di Luciana sono molto stretti e, per questo, Luciana ha modo di frequentare spesso la casa e lo studio di Gentilini a Roma, divenendo amica di Orsola, l'unica figlia nata da Franco e Stefania. Nel 1963 Stefania muore dopo una breve malattia e Orsola, trascorre più tempo con Luciana, la quale prolunga ogni volta i suoi soggiorni romani.

### La vita con Franco Gentilini
Luciana Giuntoli sposa Franco Gentilini il 14 Marzo 1970 nella Cappella dei Canonici in Vaticano. Dopo le nozze, Luciana va a vivere nell’appartamento di Franco in Via Gradoli sulla Via Cassia. La coppia, tempo dopo, si trasferirà in un grande appartamento che si affaccia su Piazza Navona, nella cui terrazza è compreso uno dei campanili dell’attigua Chiesa di Sant’Agnese in Agone. Franco e Luciana alternano la loro residenza romana con lunghi soggiorni a Parigi, nello studio che Gentilini ha acquistato nel 1969, al n. 22 di Rue du Général Bertrand, VII Arrondissement. Costantemente al suo fianco, Luciana è accolta con affetto e simpatia nella cerchia romana e francese degli amici di Franco, tra i massimi letterati e poeti del Novecento: Giuseppe Ungaretti, Alfonso Gatto, Enrico Falqui e Gianna Manzini, Guglielmo Petroni, Libero de Libero, Leonardo Sinisgalli, Raffaele Carrieri, Piero Chiara, Milena Milani, Giancarlo Vigorelli, Francesco Messina, André Pieyre de Mandiargues e la moglie Bona de Pisis, Patrick Waldberg, Gualtieri di San Lazzaro, Alain Jouffroy.

### La vita dedicata a Gentilini
Il 5 aprile 1981, Franco Gentilini si spegne a Roma dopo breve malattia. L'anno seguente Luciana decide di lasciare Roma e di tornare a vivere a Pisa, sua città natale, nella casa della madre. Alterna soggiorni a Roma, dove affitta uno studio in Piazza San Salvatore in Lauro, vicino a Piazza Navona, in cui lavora al fine di salvaguardare la memoria del marito e della sua opera.
Organizza nel 1985 la mostra antologica di Gentilini a Palazzo Venezia, e continua incessantemente con retrospettive, personali e collettive, in luoghi sempre più prestigiosi in Italia e all'estero. Per arrivare alla pubblicazione del Catalogo Generale dei dipinti di Gentilini, promesso al marito, affronta, a sue spese, un lavoro di ricerca che dura sedici anni, identificando e catalogando fotografie, documenti e pubblicazioni sulle opere di Gentilini, dipinti, disegni, opere grafiche, ecc.
Intenta numerosi processi in tutta Italia per falsificazione di opere di Gentilini, raggiungendo una tale credibilità per cui alcuni proprietari di dipinti di Gentilini, pur già in possesso di un'autentica del pittore, ne chiedono un'altra da lei firmata. I Carabinieri del Nucleo Tutela del Patrimonio artistico, con cui collabora su tutto il territorio nazionale, la ritengono unico punto di riferimento nella lotta alla contraffazione delle opere di Franco Gentilini.
Fin dall’anno successivo alla morte di Gentilini, dona le opere dell’artista in suo possesso (dipinti, disegni, cartelle di grafica) ai principali Musei italiani: alla Galleria Nazionale d’Arte Moderna e all’Istituto Nazionale per la Grafica a Roma (ora Istituto Centrale per la Grafica), al Museo degli Uffizi – Galleria degli Autoritratti e al Gabinetto Disegni e Stampe degli Uffizi a Firenze, al C.S.A.C – Centro Studi Archivi della Documentazione dell’Università di Parma, alla Collezione d’Arte Religiosa Moderna e Contemporanea dei Musei Vaticani, fino ad arrivare alle più recenti donazioni al Museo della Scuola Romana di Villa Torlonia a Roma, al Museo Kampa a Praga, alla Fondazione Giorgio Cini a Venezia, nuovamente alla Galleria Nazionale d’Arte Moderna e Contemporanea a Roma e agli Uffizi, al Museo d’Arte Moderna di Palazzo Pitti a Firenze, al Museo d’Arte Moderna e Contemporanea a Trento e Rovereto, al MUSMA di Matera, al MIG-Museo Internazionale della Grafica di Castronuovo (Potenza); al MART di Trento e Rovereto; al MAGA di Gallarate (Milano).
In occasione del centenario della nascita di Franco Gentilini, nel 2009 è promotrice di una serie di mostre dedicate al marito, coadiuvata da una commissione scientifica da lei presieduta e composta da personalità dello Stato come il Ministro per i Beni e le Attività Culturali; Ministro degli Affari Esteri; Ministro dell’Istruzione Università e Ricerca; Sindaco del Comune di Faenza; Presidente della Provincia di Genova; Presidente della Provincia di Ravenna; Assessore alle politiche culturali del Comune di Faenza, Cristina Tampieri; Assessore alle attività e beni culturali della provincia di Genova, Giorgio Devoto; Assessore alle attività e beni culturali della Provincia di Ravenna, Massimo Ricci Maccarini; Direttore Generale per la promozione e la cooperazione culturale del Ministero degli Affari Esteri; Direttore Generale per l’istruzione post secondaria del Ministero della Pubblica Istruzione; Direttore Generale per i beni librari, gli istituti culturali e il diritto d’autore; Direttore Generale per gli archivi; Direttore Generale per la qualità e la tutela del paesaggio, l’architettura e l’arte contemporanee; Presidente dell’Accademia Nazionale di San Luca; Presidente della Fondazione Archivio della Scuola Romana di Roma, Netta Vespignani; Soprintendente Speciale per il patrimonio storico artistico ed etnoantropolgico e per il Polo Museale della Città di Roma, Claudio Strinati; Soprintendente alla Galleria di arte moderna e contemporanea; Direttore della Biblioteca di archeologia e storia dell’arte; Direttore della Pinacoteca Comunale di Faenza, Claudio Casadio; Direttore del Museo delle Ceramiche di Faenza, Jadranka Bentini; Direttore dei Musei Comunali di Arte Contemporanea di Roma, Giovanna Bonasegale; Conservatore del Museo d’Arte della Città di Ravenna; Direttore dei Musei Vaticani, Antonio Paolucci; Direttore del Museo d’Arte della Città di Ravenna, Claudio Spadoni; e dagli studiosi: Prof. Giuseppe Appella; Prof.ssa Maria Teresa Benedetti; Prof.ssa Gloria Bianchino; Prof. Gianfranco Bruno; Prof. Francesco Buranelli; Dott. Luciano Caprile; Dott. Carlo Fabrizio Carli; Dott.ssa Simonetta Corazza; Prof. Enrico Crispolti; Dott.ssa Flavia Cristiano; Prof. Giorgio Di Genova; Dott. Mario Ferrazza; Prof.ssa Daniela Fonti; Prof.ssa Laura Gavioli; Sig.ra Orsola Gentilini Francisci; Ing. Angelo Maj; Prof. Bruno Mantura; Dott.ssa Ada Masoero; Prof.ssa Flavia Matitti; Prof. Nicola Micieli; Prof.ssa Francesca Romana Morelli; Prof.ssa Elena Pontiggia; Prof. Arturo Carlo Quintavalle; Prof. Valerio Rivosecchi; Dott. Carmine Siniscalco; Prof. Francesco Sisinni; Prof. Claudio Strinati; Dott.ssa Claudia Terenzi; Prof.ssa Lorenza Trucchi; Dott.ssa Laura Turco Liveri.

### Nascita dell'Archivio Gentilini
Dalla lunga attività di ricerca e documentazione sull’opera e la vita di Gentilini svolta da Luciana fin dal 1982, si costituisce un nutrito nucleo di materiale fotografico, documentario e personale (scritti, lettere, interviste, oggetti, premi, grafica), dal quale nasce l'Archivio Franco Gentilini di Roma. L'Archivio si avvale dal 1996 della collaborazione scientifica della storica e critica dell'arte Laura Turco Liveri, oggi responsabile, insieme a Luciana Gentilini, delle autentiche delle opere del pittore. L’attività svolta ha consentito la catalogazione completa dell’opera pittorica di Gentilini, coronata dalla pubblicazione, nel 2000, del Catalogo Generale dei dipinti, 1923-1981 (Edizioni De Luca, Roma), a cura di Giuseppe Appella, con la collaborazione della storica Margherita Manno e di Laura Turco Liveri. L’Archivio Gentilini, che dal 2004 ha sede in Via dei Coronari a Roma, in quello che è stato l’ultimo studio del Maestro, continua tuttora l’attività di ricerca, catalogazione e autenticazione delle opere, nonché della ricerca e persecuzione dei falsi. Dal 2008 la corrispondenza, le pubblicazioni, il materiale biografico su Franco Gentilini e la documentazione sulle mostre e sulle pubblicazioni realizzate da Luciana sono state da lei donate alla Fondazione Quadriennale di Roma, e costituiscono il Fondo Franco e Luciana Gentilini, consultabile al pubblico e nell'OPAC SBN. Nel 2012 l'Archivio è stato dichiarato dal Ministero dei Beni e delle attività culturali, di rilevanza storica e come tale è tutelato.
Nel 2018, congiuntamente alla donazione di tre nuovi dipinti e di diverse cartelle di grafica per le collezioni della Galleria Nazionale d’Arte Moderna di Roma, Luciana dona una parte di cataloghi, libri, documenti, foto d’Archivio e gran parte degli strumenti utilizzati dall’artista per il proprio lavoro alla Biblioteca dell’Istituzione.

## Esposizioni
Dalla morte del marito, Luciana Gentilini ha organizzato più di un centinaio di mostre personali o collettive in Italia e all'estero, presentate in catalogo dai più grandi critici d'arte e letterati del momento:
- 1982 "Omaggio a Franco Gentilini", Palazzo Civico, Pienza
- 1982 "Franco Gentilini. Opere dal 1925 al 1981", Galleria Marescalchi, Bologna
- 1982 "Franco Gentilini", Centre of Arts Zamalek, Il Cairo
- 1983 "Gentilini", Le Point Galerie d'Art Moderne, Monte Carlo
- 1984 "Omaggio a Franco Gentilini 1909-1981", Fidia Arte Moderna, Roma
- 1984 "Omaggio a Franco Gentilini", Galleria del Naviglio, Milano
- 1985 "Dieci anni di acquisizioni 1974-1984", Gabinetto Disegni e Stampe degli Uffizi, Firenze
- 1985 - 1986 "Gentilini. 1909-1981", Palazzo Venezia, Roma
- 1986 "Franco Gentilini. Antologica opera disegnata - I Ponti di New York", Circolo 'Il fitto di Cecina, Cecina
- 1987 "Franco Gentilini", Galleria d'Arte Moderna - Palazzo Bellini, Comacchio
- 1988 "Scuola Romana. Artisti tra le due guerre", Palazzo Reale, Milano
- 1988 "Franco Gentilini - Sinisca", Vecchio Palazzo Comunale, Spello
- 1988 - 1989 "Franco Gentilini - Dipinti 1951-1981", Galleria d'Arte Nuova Gissi, Torino
- 1989 "Franco Gentilini", Nuova Galleria del Teatro, Parma
- 1989 "Gentilini", Museo Nazionale San Vitale - Sala del Refettorio, Ravenna
- 1989 "L'Europe des Grands Maîtres. Quand ils etaient jeunes ... 1870 - 1970", Musée Jacquemart André, Parigi
- 1990 "Le Belvédère Mandiargues. André Pieyre de Mandiargues et l'art du XXe siècle", Artcurial, Parigi
- 1991 "Gentilini: disegni", Guastalla Arte Moderna e Contemporanea, Livorno
- 1991 "Franco Gentilini", Staa tliche Galerie in der Moritzburg, Halle
- 1992 "Franco Gentilini. Art Graphique", Galerie Bab Doukala, Marrakech
- 1992 "Franco Gentilini", Fruttiere di Palazzo Te, Mantova
- 1993 "Franco Gentilini", Galleria d'Arte Jolly, Roma
- 1993 "Gentilini. Gli anni di Faenza", Galleria Idearte, Roma
- 1994 "Gentilini. Dipinti, disegni e sculture 1927-1980", Studio G Arte Moderna e Contemporanea, Milano
- 1994 "Gentilini. Cattedrali", Chiesa di San Vidal, Venezia
- 1994 "Gentilini-Cattedrali", Pinacoteca Comunale, Ravenna
- 1994 -1995 "The 5th International Cairo Biennale 1994", Museo d'Arte Contemporanea, Il Cairo
- 1995 "Gentilini", Poleschi Arte, Forte dei Marmi
- 1995 - 1996 "Franco Gentilini. dipinti 1948-1980", Galleria d'Arte Nuova Gissi, Torino
- 1996 "Gentilini e il Libro d'Arte", Chiostro del Monastero De Pino, Maratea
- 1997 "Avenali Gentilini Pirandello", Galleria d'Arte La Borgognona, Roma
- 1997 "Pittura in Italia 1950-1960", Museo di Belle Arti, Budapest
- 1997 - 1998 "Arte italiana. Ultimi quarant'anni. Pittura iconica", Galleria d'Arte Moderna, Bologna
- 1998 "Il futuro alle spalle. Italia - Francia. L'Arte tra le due guerre", Palazzo delle Esposizioni, Roma
- 1999 "Gentilini", Istituto Italiano di Cultura, Bruxelles
- 2000 "Gentilini. Le dimore dell'anima", Galleria Il Mappamondo, Milano
- 2000 "Il Novecento allo specchio. L'Arte Italiana degli anni Trenta e Quaranta nelle Collezioni e negli Archivi", Scuderie Aldobrandini, Frascati
- 2000 "La collezione Astaldi. Capolavori Italiani del Novecento della Galleria d'Arte Moderna di Udine", Galleria Nazionale d'Arte Moderna, Roma
- 2000 - 2001 "Libero de Libero febbre di colori", Archivio della Scuola Romana- Musei di Villa Torlonia, Roma
- 2001 "Caro Novecento. Aspetti dell'arte italiana dagli anni Trenta ai Cinquanta nelle Collezioni e negli Archivi", Centro d'Arte e Cultura "Achille Capizzano", Rende
- 2001 "I Bulla. Editori-stampatori d'arte tra XIX e XXI secolo", Accademia Nazionale di San Luca, Roma
- 2001 - 2002 "Il Po in controluce arte padana, alluvione e dintorni", Complesso degli Olivetani, Rovigo
- 2002 "Roma 1948-1959. Arte, cronaca e cultura dal neorealismo alla dolce vita", Palazzo delle Esposizioni, Roma
- 2002 "Surrealismo padano da de Chirico a Foppiani 1915-1986", Palazzo Gotico, Piacenza
- 2002 "Franco Gentilini opere 1928-1981", Castello di Carlo V, Lecce
- 2002 "Da De Chirico a Léonor Fini. Pittura fantastica in Italia", Civico Museo "Revoltella" Galleria d'Arte Moderna, Trieste
- 2002 "Passioni d'arte. Da Picasso a Warhol. Capolavori del collezionismo in Ticino", Museo d'Arte Moderna Villa Malpensata, Lugano
- 2002 - 2003 "La Famiglia nell'arte. Storia ed immagini nell'Italia del XX secolo", Museo del Corso, Roma
- 2003 "Franco Gentilini dipinti, tempere, disegni, sculture, litografie e incisioni 1927-1981", Studio Guastalla Arte Moderna e Contemporanea, Milano
- 2003 "Franco Gentilini dipinti, tempere, disegni, sculture, litografie e incisioni 1927-1981", Guastalla Centro Arte, Livorno
- 2003 "Franco Gentilini dipinti, tempere, disegni, sculture, litografie e incisioni 1927-1981", Sale dei Putti e Capitolo - Chiostro di Sant'Agostino, Pietrasanta
- 2003 - 2004 "La bella pittura 1900-1945", Pinacoteca Provinciale, Potenza
- 2004 "Montecitorio e la bella pittura", Palazzo Montecitorio - Sala della Regina, Roma
- 2004 "Espressionismo Romano negli anni Quaranta", Galleria Nazionale d'Arte Moderna, Roma
- 2005 "E42-EUR. Segno e Sogno del novecento", Palazzo degli Uffici-Salone delle Fontane, Roma
- 2005 "La Maschera e l'Artista, intermezzi, pantomime, acrobazie sul palcoscenico del Novecento", Villa La Versiliana, Marina di Pietrasanta
- 2005 - 2006 "Visionari, primitivi, eccentrici. Da Alberto Moravia a Licini, Ligabue, Ontani", Galleria Civica di Palazzo Loffredo, Potenza
- 2006 "Dalla figuratività all'astrazione. Percorsi dell'arte italiana tra 1945 e 1960 dalle collezioni della Galleria Nazionale d'Arte Moderna", Scuderie Aldobrandini per l'Arte, Frascati
- 2006 - 2007 "Venus Venus. Donne nell'arte", Chiesa di S. Francesco di Paola-Palazzo dei Normanni, Taormina
- 2006 - 2007 "Da Zandomeneghi a Morandi. Maestri dell'arte italiana del XX secolo nella Pinacoteca Comunale di Faenza", Pinacoteca Comunale e Banca di Romagna-Rocca Sforzesca, Sala Consiliare, Faenza-Bagnara di Romagna
- 2007 "La Commedia dipinta", Museo d'arte della città di Ravenna, Ravenna
- 2007 - 2008 "La Raccolta d'arte Esso 1949-1983", Galleria nazionale d'arte moderna e contemporanea, Roma
- 2008 "Faïence. Cento anni del Museo Internazionale delle Ceramiche in Faenza", Camera dei Deputati – Palazzo del Seminario, Roma
- 2008 "Il segno, la parola. Franco Gentilini e il libro d'arte", Accademia ligustica di belle artii, Genova
- 2009 "Franco Gentilini. Opere dal 1942 al 1980", Museo Pericle Fazzini-Fondazione Tito Balestra, Castello Malatestiano, Assisi-Longiano
- 2009 "Franco Gentilini, anni faentini 1925-1932", Pinacoteca Comunale – Banca di Romagna, Faenza
- 2009 "Palma Bucarelli. Il Museo come avanguardia", Galleria Nazionale d'Arte Moderna, Roma
- 2009 - 2010 "Franco Gentilini. Dipinti, collages, opere su carta", Fondazione La Permanente, Milano
- 2010 "Romaccademia. Un secolo d'arte da Sartorio a Scialoja", Complesso del Vittoriano – Salone Centrale, Roma
- 2010 - 2011 "Franco Gentilini nel centenario della nascita", Guastalla Centro Arte Contemporanea, Livorno
- 2011 "Prima del Liceo. La casa del Balilla di Luigi Moretti, i dipinti murali di Gentilini e le politiche educative del Fascismo", I.I.S.I. Marconi, Aula Magna, Piacenza
- 2016 "Tra Arte e Moda. Nostalgia del futuro nei tessuti d'artista del Dopoguerra", Museo del Tessuto, Prato.
- 2016 "Franco Gentilini. Opere della collezione di Luciana Gentilini", Sala delle Colonne, Palazzo Comunale, Pontassieve.
- 2017 "Ritratti di Luciana" di Franco Gentilini,  Biblioteca della Manica Lunga, Fondazione Giorgio Cini, Venezia.

## Premi e riconoscimenti
Dal 1981 Luciana Gentilini ha ricevuto i seguenti premi per le attività di valorizzazioni della memoria del marito:
- 1994 Riconoscimento della 'Biennale Internazionale del Cairo', V Edizione, Museo d'Arte Contemporanea, Il Cairo.
- 2003 Medaglia d'oro alla memoria di Franco Gentilini e targa d'argento a Luciana Gentilini, '130º Anniversario della Famiglia artistica Milanese, Milano.
- 2005 Premio 'La Vela d'Oro' alla memoria di Franco Gentilini che fu membro della giuria nel 1965, Marina di Ravenna.
- 2006 Premio 'Via Condotti ricorda Franco Gentilini', Associazione Via Condotti, Roma.
- 2009 Premio 'Associazione Goffredo Petrassi', V Edizione, Palazzo Ruspigliosi, Zagarolo.

Nel 2005 viene scelta insieme ad altre figure femminili rappresentative tra cui Dacia Maraini e Inge Feltrinelli come protagonista del libro della giornalista Giulietta Rovera "Come io mi voglio".